# Pioneer Cabin Tree

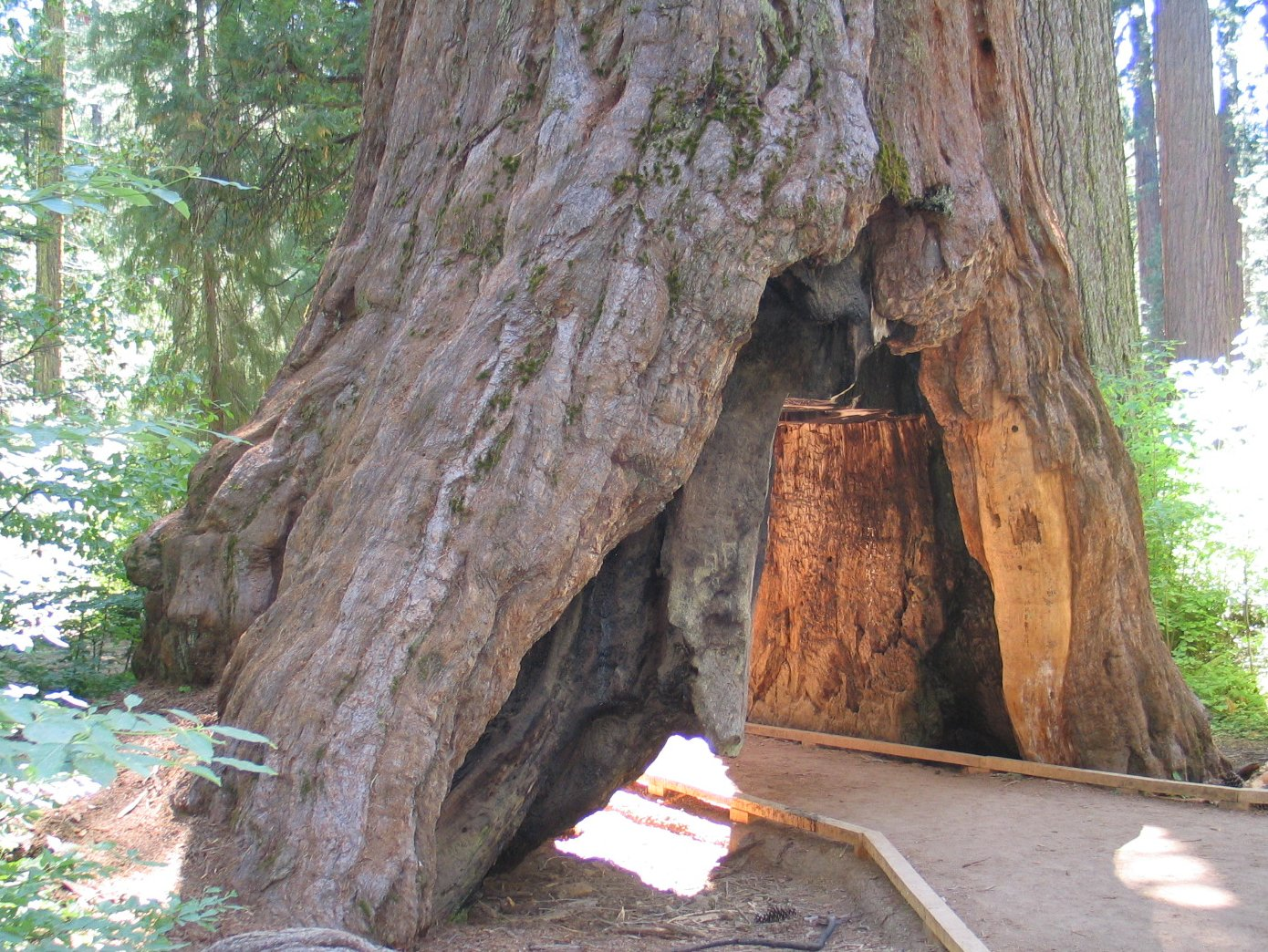
Pioneer Cabin Tree năm 2006

Pioneer Cabin Tree hay The Tunnel Tree (tạm dịch: Cây đường hầm), là một cây cự sam sống tại Công viên Calaveras Big Trees State, California. Đây là một trong những cây cổ thụ nổi tiếng nhất tại Mỹ, thu hút hàng ngàn du khách mỗi năm. Cây ước tính đã hơn 1.000 năm tuổi và có đường kính khoảng 33 foot (10 m); vẫn chưa xác định độ tuổi và chiều cao chính xác của nó. Cây đổ trong một trận bão vào ngày 8 tháng 1 năm 2017.

## Lịch sử

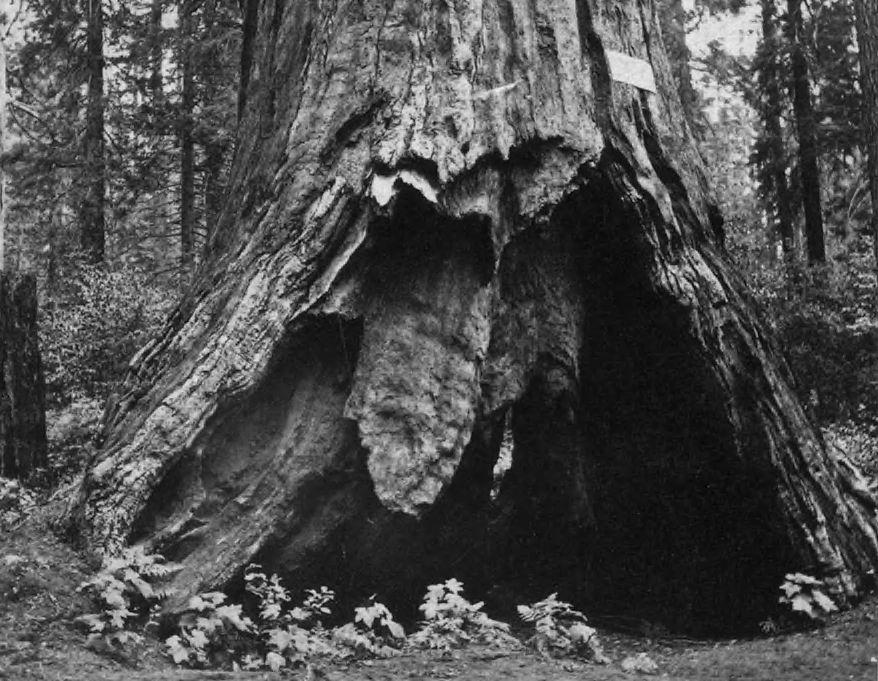
Khoảng năm 1860–1880, trước khi đường hầm được mở rộng

Cái tên "The Pioneer Cabin Tree" được đặt nhờ vào chiếc thân rỗng đặc biệt của cây, là kết quả của một trận cháy rừng. Bên trong có các khoang nhỏ như những mái chòi, ống thông khí là ruột cây đã bị cháy và có cửa sau.

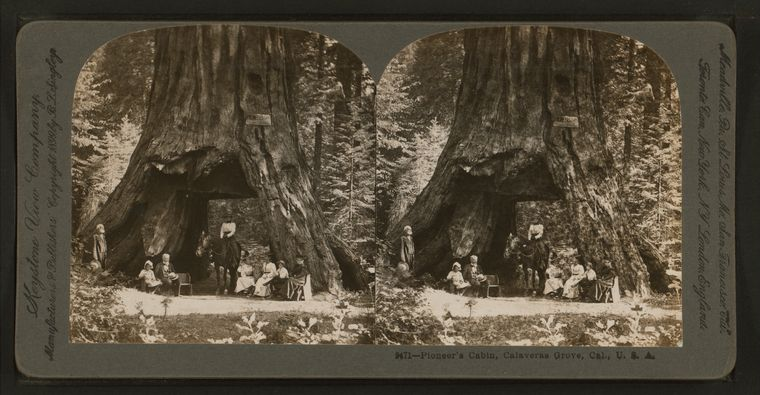
Tấm ảnh stereoscope khi người và ngựa đi qua Pioneer Cabin (khoảng năm 1867–1899)

Những năm 1870, một người chủ khu đất đã cơi nới đường hầm theo yêu cầu của James Sperry, chủ khách sạn The Murphys, để du khách có thể đi ngang qua nó. Cây được chọn một phần vì vết tích của trận hỏa hoạn, ban đầu được mô phỏng theo đường hầm cây Wawona của Yosemite và mong muốn cạnh tranh khách du lịch với địa điểm này.
Từ thập niên 1880, khách đến thăm được khuyến khích khắc tên lên thân cây, nhưng hành động này bị cấm vào những năm 1930. Ban đầu lối đi chỉ phục vụ khách bộ hành. Sau này, nhiều xe hơi băng qua địa điểm này theo "Con đường cây lớn". Đây là một trong nhiều đường xuyên qua cây tại California. Sau đó, chỉ người leo núi mới được qua đường hầm theo đường mòn North Grove Loop.
Năm 1900, Cục Lâm nghiệp Hoa Kỳ báo cáo cây cao 280 foot (85 m).

## Ngã đổ
The Pioneer Cabin Tree đổ sau một trận bão và ngập lụt vào ngày 8 tháng 1 năm 2017. Đó là cơn bão lớn nhất đổ bộ vào khu vực này trong hơn một thập kỷ. Trận lụt, cộng với hệ thống rễ nông của cây có thể là nguyên nhân gây đổ. Một tình nguyện viên của công viên báo cáo rằng cây đã yếu đi, dễ gãy và ngả sang một hướng trong nhiều năm, chỉ còn một nhánh tươi tốt.
Sau khi cây ngã, đường mòn của công viên phải đóng cửa để dọn dẹp.